# Bez-et-Esparon
Bez-et-Esparon è un comune francese di 385 abitanti situato nel dipartimento del Gard, nella regione dell'Occitania.

## Società

### Evoluzione demografica
Abitanti censiti